# Denhama
Denhama is een geslacht van Phasmatodea uit de familie Phasmatidae. De wetenschappelijke naam van dit geslacht is voor het eerst geldig gepubliceerd in 1912 door Werner.

## Soorten
Het geslacht Denhama omvat de volgende soorten:
- Denhama aussa Werner, 1912
- Denhama austrocarinata (Otte & Brock, 2005)
- Denhama eutrachelia (Westwood, 1859)
- Denhama gracilis (Sjöstedt, 1918)
- Denhama longiceps (Brunner von Wattenwyl, 1907)
- Denhama striata (Sjöstedt, 1918)